# Bøvågen
Bøvågen est un village de Norvège dans le Vestland faisant partie de la municipalité de Alver, à 10 km au nord de Manger et à 58 km au nord de Bergen.